# Melwin Lycke Holm
Melwin Lycke Holm (* 12. Oktober 2004) ist ein schwedischer Leichtathlet, der sich auf den Hochsprung spezialisiert hat. Sein Vater Stefan Holm war selbst als Hochspringer aktiv und wurde unter anderem Olympiasieger.

## Sportliche Laufbahn
Erste internationale Erfahrungen sammelte Melwin Lycke Holm im Jahr 2023, als er bei den U20-Europameisterschaften in Jerusalem mit übersprungenen 2,18 m die Goldmedaille im Hochsprung gewann. Im Jahr darauf verpasste er bei den Europameisterschaften in Rom mit 2,17 m den Finaleinzug und 2025 schied er bei den Halleneuropameisterschaften in Apeldoorn mit 2,13 m in der Qualifikationsrunde aus. Ende Juni gelangte er bei der 1. Liga der Team-Europameisterschaft in Madrid mit 14,91 m auf den 15. Platz im Dreisprung und wurde im Hochsprung mit 2,14 m Sechster im B-Finale. Anschließend schied er bei den U23-Europameisterschaften in Bergen mit 7,40 m in der Weitsprungqualifikation aus und gewann im Hochsprung mit 2,24 m die Bronzemedaille hinter dem Italiener Matteo Sioli und Mikołaj Szczęsny aus Polen.
In den Jahren 2020 und von 2022 bis 2024 wurde Lycke Holm schwedischer Meister im Hochsprung im Freien sowie von 2022 bis 2024 auch in der Halle.

## Persönliche Bestleistungen
- Hochsprung: 2,24 m, 20. Juli 2025 in Bergen
- Weitsprung: 7,79 m (+1,7 m/s), 18. Juni 2025 in Lund
- Dreisprung: 14,91 m (+1,2 m/s), 27. Juni 2025 in Madrid